# Lows ekorre
Lows ekorre (Sundasciurus lowii) är en däggdjursart som först beskrevs av Thomas 1892. Den ingår i släktet sundaekorrar, och familjen ekorrar. IUCN kategoriserar arten globalt som livskraftig.
Arten är uppkallad efter Hugh Low, en brittisk naturvetare som var aktiv i Malaysia på 1800-talet.

## Underarter
Catalogue of Life samt Wilson & Reeder (2005) skiljer mellan 7 underarter:
- Sundasciurus lowii lowii (Thomas, 1892)
- Sundasciurus lowii balae (Miller, 1903)
- Sundasciurus lowii bangueyae (Thomas, 1910)
- Sundasciurus lowii humilis (Miller, 1913)
- Sundasciurus lowii natunensis (Thomas, 1895)
- Sundasciurus lowii robinsoni (Bonhote, 1903)
- Sundasciurus lowii seimundi (Thomas and Wroughton, 1909)

## Beskrivning
Pälsen på ovansidan är brunspräcklig, på buksidan krämfärgad. Gränsen mellan de olika färgmönstren är tydlig på sidorna. Nosen är kort och avrundad. Kring ögat har arten en tydlig, ljus ring. Kroppslängden är mellan 13 och 16 cm, ej inräknat svansen på 8 till 11 cm. Vikten varierar från 60 till 120 g.

## Utbredning
Denna ekorre förekommer på södra Malackahalvön (Malaysia och Thailand), på Sumatra, på Borneo och på flera mindre öar i regionen.
Arten är mycket vanlig i lämpliga habitat; i vissa områden kan populationstätheten vara så stor som 14 individer per km2.

## Ekologi
Lows ekorre lever vanligen i låglänta områden upp till eller under 900 meter över havet, men den når i bergstrakter på Borneo 1 400 meter. Habitaten utgörs av olika slags skogar: Den förekommer i regnskog, men dess främsta habitat är kulturskog och andra former av störda skogar. Som en av anledningarna till dess relativt sett ringa förekomst i malaysiska regnskogar har anförts födokonkurrensen från olika fåglar och primater som är konkurrenter om samma matkällor.
Arten är dagaktiv, framför allt under tidig morgon och sen eftermiddag. Även om den främst anses leva nära marken, bland buskage och lägre grenar, förekommer den också som sant trädlevande, högre upp i träden. Födan består av frukter, blad, bark, svampar och insekter.